# Kapustiany (obwód chmielnicki)
Kapustiany (ukr. Капустяни) – wieś na Ukrainie, w obwodzie chmielnickim, w rejonie kamienieckim, w hromadzie Nowa Uszyca. W 2001 roku liczyła 944 mieszkańców.